# Geschichte der beiden Tauben

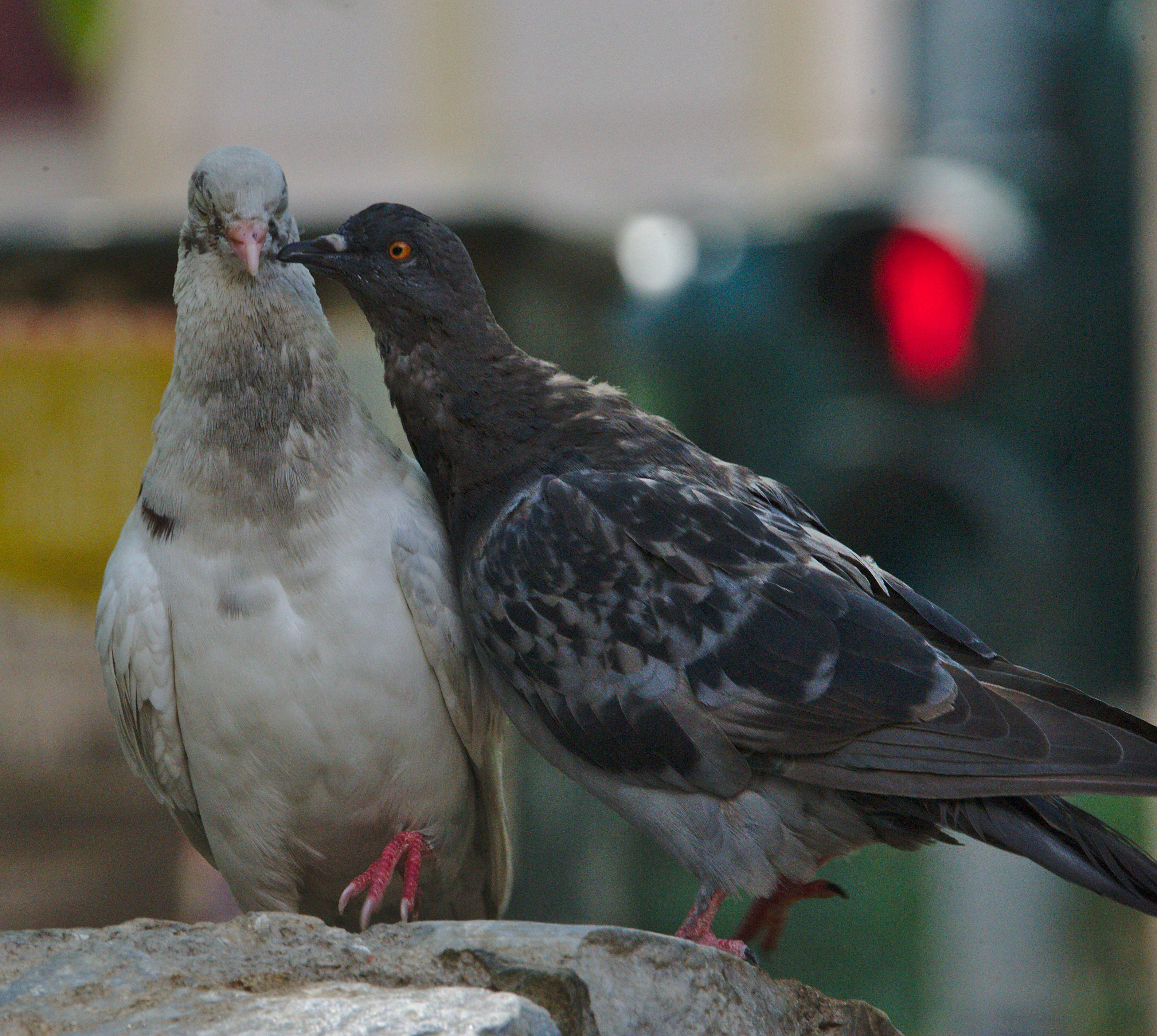
Taubenpärchen.

Die Geschichte der beiden Tauben ist eine Erzählung aus den Geschichten aus Tausendundeiner Nacht. In der Arabian Nights Encyclopedia wird sie als ANE 201 gelistet. Sie ist eine Binnengeschichte der größeren Erzählung Die List und Tücke der Frauen (ANE 181).
Die Tierfabel berichtet von einem Taubenpärchen, das die Konsequenzen vorschneller und gewaltsamer Entscheidungen erlebt.

## Handlung
Einst hatte ein Taubenpärchen im Winter Weizen und Gerste in seinem Nest gespeichert. Als der Sommer kam, schrumpfte das Korn jedoch zusammen und es sah aus, als sei es weniger geworden. Da erzürnte der Täuber und beschuldigte die Taube, die bei Gott schwor, dass sie von dem Korn nicht gegessen hatte. Doch der Täuber glaubte ihr nicht, schlug seine Gattin mit dem Flügel und pickte auf sie, bis er sie getötet hatte. Als der Winter kam, wurde das Korn wieder wie zuvor und der Täuber erkannte, dass er seine geliebte Gattin aus falscher Beschuldigung umgebracht hatte. Da wurde er von Schmerz und Reue ergriffen und konnte nicht mehr aufhören zu weinen, hörte auf zu essen und zu trinken, erkrankte und starb.

## Hintergrund

### Kontext
Die Geschichte wird in der größeren Erzählung Die List und Tücke der Frauen (ANE 181) von einer Sklavin berichtet, um darzulegen, dass nicht nur Frauen, sondern auch Männer zu List und Tücke fähig sind.

### Textgeschichte
Die Erzählung findet sich in den frühen arabischen Druckausgaben von Tausendundeine Nacht unter anderem in der Bulaq I und Kalkutta-II-Ausgabe; auf letztere griffen für ihre Übersetzungen Richard Francis Burton und Enno Littmann zurück.

## Ausgaben
- Enno Littmann: Die Erzählungen aus den tausendundein Nächten, Insel Verlag, Frankfurt 1968 (Erstausgabe 1922–1928), 6 Bände (Kalkutta-II-Edition), Band 4, S. 333f.